# Rédkino (Tver)
Rédkino (ruso: Ре́дкино) es un asentamiento de tipo urbano de Rusia perteneciente al raión de Konakovo de la óblast de Tver.
En 2021, el asentamiento tenía una población de 9634 habitantes.
Se ubica unos 20 km al sureste de la capital regional Tver, junto a la autovía M11 que lleva a Moscú.

## Historia
Se conoce la existencia del pueblo desde el siglo XVI. A partir de 1843 se desarrolló notablemente como poblado ferroviario de la línea de ferrocarril de San Petersburgo a Moscú. Desde la década de 1890 comenzó a extraerse turba en los alrededores del pueblo. Sin embargo, el hecho más decisivo que hizo crecer la localidad fue la construcción en 1936 del embalse de Ivánkovo, que obligó a realojar aquí a los habitantes de numerosos pueblos. En 1939 adoptó el estatus de asentamiento de tipo urbano y en las décadas siguientes se desarrolló como núcleo industrial.